# АСТ-500

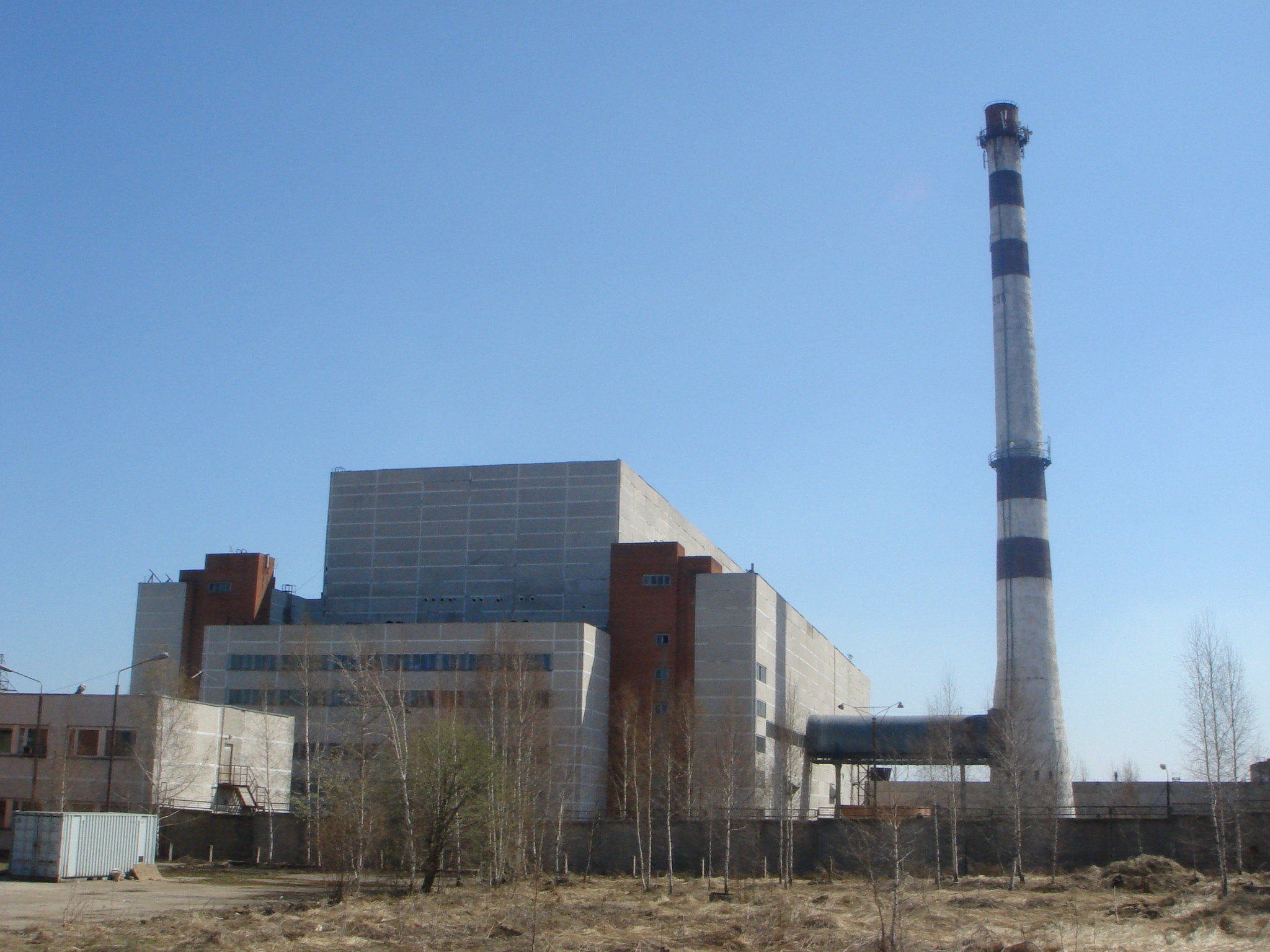
Перший реактор недобудованої Горьківської АСТ. Другий реактор ще навіть не почали будувати

АСТ-500 (рос. ACT – атомная станция теплоснабжения) — тип радянського киплячого реактора з тепловою потужністю 500 МВт, розроблений для використання на атомних теплоцентралях.
З реактора АСТ-500 розроблено менший АСТ-300, який призначався для експорту і відрізнявся лише розміром активної зони.
Жоден реактор такого типу ніколи не був добудований.

## Дизайн і розробка
Реактор АСТ-500 був розроблений у 1980-х роках повністю в Радянському Союзі і призначався виключно для централізованого теплопостачання великих міст у великих масштабах. Реактор мав деякі незвичайні характеристики та критерії безпеки:
- Мінімальний тиск у першому контурі та знижений ефект сповільнювача в активній зоні реактора для зменшення ймовірності аварії.
- Охолодження з природною циркуляцією в первинному контурі для подальшого підвищення ефективності охолодження.
- Подвійний корпус реактора , що мало мінімізувати ризик пошкодження тепловиділяючих збірок і зменшити іонізуюче випромінювання в герметичній оболонці.
- Три контури для запобігання проникненню радіоактивних речовин в тепломережі та споживачів тепла.

| Технічні характеристики        | АСТ-500            | АСТ-300          |
| ------------------------------ | ------------------ | ---------------- |
| Теплова продуктивність         | 500 МВт            | 300 МВт          |
| Тиск в реакторі                | від 1,6 до 2,0 МПа | 2,0 МПа          |
| Кількість паливних елементів   | 121                | 85               |
| Тиск в першому контурі         | 2 МПа              | 2 МПа            |
| Температура першого контуру    | 208 °C             | 393/471 °C       |
| Тиск у вторинному контурі      | 1,2 МПа            | –                |
| Температура вторинного контуру | 160 °C             | –                |
| Термін служби                  | близько 45 років   | близько 45 років |

## Проекти

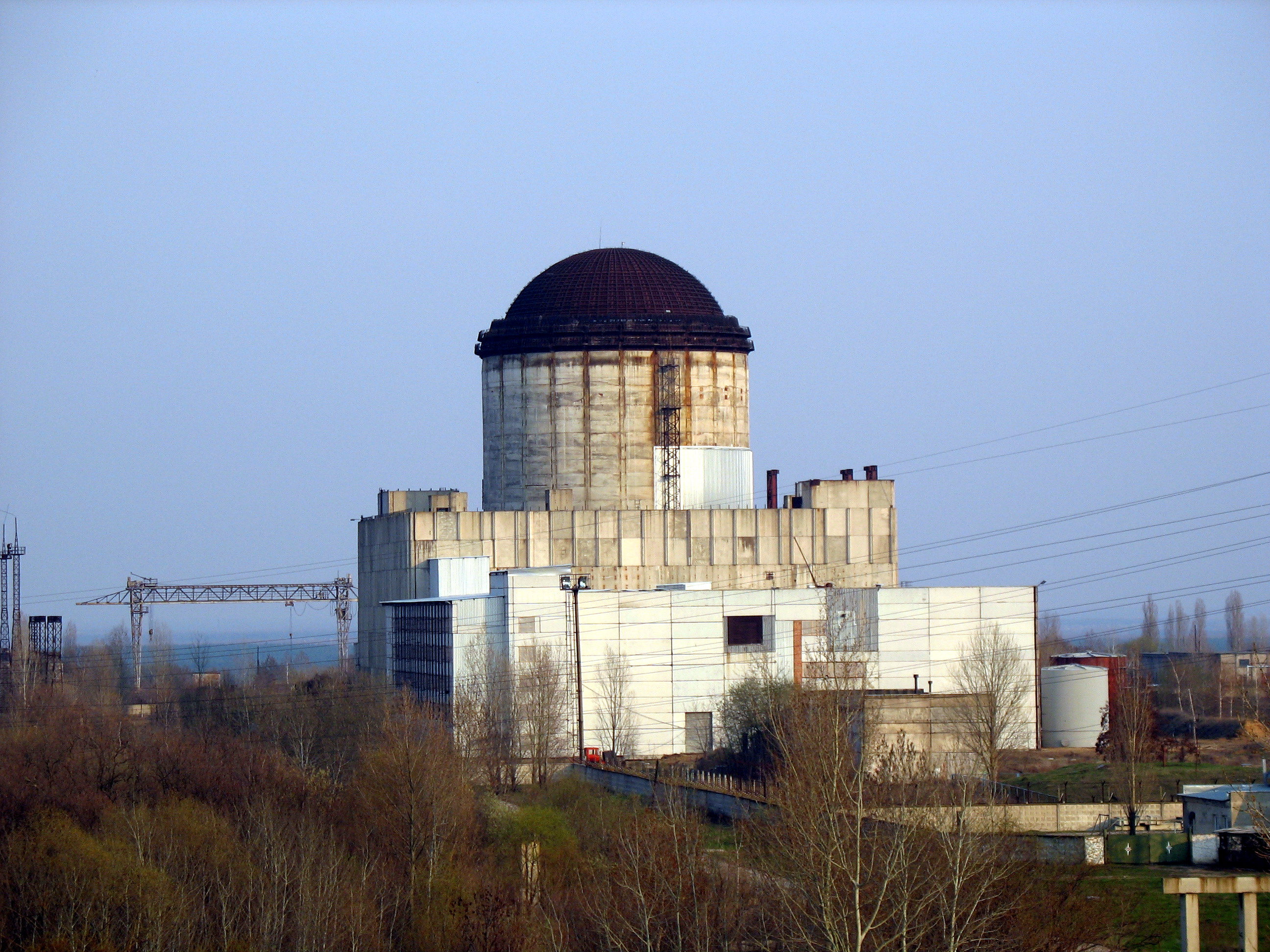
Один з блоків Воронезької атомної станції теплопостачання. Другий реактор знаходиться на ранній стадії будівництва і його не видно

З початку розробки планувалося побудувати не менше 35 атомних електростанцій з реактором АСТ у великих містах, особливо в Радянському Союзі, Берліні, Остраві, Братиславі та інших.
Єдині два проекти, які розроблені і по них розпочато будівництво, це Воронеж і Горький. Будівництво цих теплових електростанцій почалося на початку 1980-х років, кожна з двох таких реакторів. Після 1990 року будівництво спочатку було припинено, а після 1993 року на підставі проведеного у Воронежі референдуму скасовано. Хоча в 1996 році існували плани відновити проект АСТ, вони не реалізувалися, і в 2020 році обидві недобудовані теплоцентралі були знесені.
У 21 столітті також були плани використовувати комплектуючі з Горького в Томську, але ці плани також не були реалізовані.

## Таблиця передбачуваних раніше реакторів
Держави відповідно до чинних сьогодні кордонів. У таблиці немає країн, які тільки думали про будівництво реакторів АСТ - Польща, Латвія, Білорусь, Китай
| Держава    | Реактор            | Тип реактора |
| ---------- | ------------------ | ------------ |
| Болгарія   | Софія-1            | АСТ-500      |
| Болгарія   | Софія-2            | АСТ-500      |
| Словаччина | Пезінок-Шенквиці-1 | АСТ-500      |
| Словаччина | Пезінок-Шенквиці-2 | АСТ-500      |
| Чехія      | Радотин-1          | АСТ-300      |
| Чехія      | Радотин-2          | АСТ-300      |
| Чехія      | Пльзень-1          | АСТ-200      |
| Чехія      | Пльзень-2          | АСТ-200      |
| Чехія      | Пльзень-3          | АСТ-200      |
| Чехія      | Ношовиці-1         | АСТ-300      |
| Чехія      | Ношовиці-2         | АСТ-300      |
| Німеччина  | Вольтерсдорф       | АСТ-500      |
| Німеччина  | Вольтерсдорф       | АСТ-500      |
| Німеччина  | Кмелєн             | АСТ-500      |
| Німеччина  | Кмелєн             | АСТ-500      |
| Німеччина  | Блумберг           | АСТ-500      |
| Німеччина  | Блумберг           | АСТ-500      |
| Росія      | Вороніж            | АСТ-500      |
| Росія      | Вороніж            | АСТ-500      |
| Росія      | Владивосток        | АСТ-500      |
| Росія      | Владивосток        | АСТ-500      |
| Росія      | Северськ           | АСТ-500      |
| Росія      | Северськ           | АСТ-500      |
| Росія      | Іваново            | АСТ-500      |
| Росія      | Іваново            | АСТ-500      |
| Росія      | Горький            | АСТ-500      |
| Росія      | Горький            | АСТ-500      |
| Росія      | Хабаровськ         | АСТ-500      |
| Росія      | Хабаровськ         | АСТ-500      |
| Росія      | Архангельськ       | АСТ-500      |
| Росія      | Архангельськ       | АСТ-500      |